# FC St. Pauli (szachy)
FC St. Pauli – założony w 1947 roku niemiecki klub szachowy z siedzibą w St. Pauli (Hamburg), sekcja FC St. Pauli.

## Historia
Sekcja została założona w 1947 roku z inicjatywy Ernsta Meyera i początkowo miała swoją siedzibę w Café Siegler. Zawodnicy klubu rywalizowali w mistrzostwach Hamburga. Na przełomie 1948 i 1949 roku do sekcji dołączył piłkarz Günther Woitas, który okazał się również czołowym szachistą FC St. Pauli. W 1951 roku klub awansował do klasy A; w tym okresie liczył około 40 członków. W 1960 roku nastąpiła zmiana siedziby. W 1972 roku uzyskano awans do Stadtligi. W roku 1985 szachiści FC St. Pauli zdobyli Puchar Hamburga i awansowali do Landesligi, a rok później – do Regionalligi. W 2000 roku ponownie zdobyto Puchar Hamburga. W 2010 roku klub zorganizował pierwszą edycję turnieju 1. St. Pauli Schachopen z udziałem około trzystu graczy. W sezonie 2016/2017 uzyskano awans do 2. Bundesligi. W 2024 roku klub awansował do Bundesligi. W składzie drużyny znajdowali się wówczas m.in. Bartosz Soćko, Igor Janik, Aljoscha Feuerstack, Benedict Krause, Monika Soćko i Can Ertan. Po awansie zakontraktowano do klubu takich graczy, jak Magnus Carlsen, David Howell, Johan-Sebastian Christiansen, Jonas Buhl Bjerre, Aryan Tari, Marc’Andria Maurizzi i Peter Heine Nielsen.

## Statystyki ligowe
Obejmują dane od sezonu 2003/2004. Źródło: Deutscher Schachbund
| Sezon     | Liga          | Miejsce | Punkty | Mecze | Z-R-P |
| --------- | ------------- | ------- | ------ | ----- | ----- |
| 2003/2004 | Landesliga    | 8       | 7      | 9     | 3-1-5 |
| 2004/2005 | Landesliga    | 5       | 8      | 9     | 3-2-4 |
| 2005/2006 | Landesliga    | 5       | 11     | 9     | 5-1-3 |
| 2006/2007 | Landesliga    | 1       | 13     | 9     | 6-1-2 |
| 2007/2008 | Oberliga      | 10      | 4      | 9     | 2-0-7 |
| 2008/2009 | Landesliga    | 5       | 10     | 9     | 4-2-3 |
| 2009/2010 | Landesliga    | 4       | 12     | 9     | 5-2-2 |
| 2010/2011 | Landesliga    | 2       | 13     | 9     | 5-3-1 |
| 2011/2012 | Landesliga    | 7       | 8      | 9     | 3-2-4 |
| 2012/2013 | Landesliga    | 2       | 12     | 9     | 5-2-2 |
| 2013/2014 | Oberliga      | 3       | 11     | 9     | 5-1-3 |
| 2014/2015 | Oberliga      | 2       | 15     | 9     | 7-1-1 |
| 2015/2016 | Oberliga      | 2       | 14     | 9     | 6-2-1 |
| 2016/2017 | Oberliga      | 1       | 16     | 9     | 8-0-1 |
| 2017/2018 | 2. Bundesliga | 5       | 9      | 9     | 4-1-4 |
| 2018/2019 | 2. Bundesliga | 4       | 10     | 9     | 5-0-4 |
| 2019/2021 | 2. Bundesliga | 6       | 7      | 8     | 3-1-4 |
| 2021/2022 | 2. Bundesliga | 4       | 11     | 9     | 5-1-3 |
| 2022/2023 | 2. Bundesliga | 5       | 10     | 9     | 4-2-3 |
| 2023/2024 | 2. Bundesliga | 1       | 15     | 9     | 7-1-1 |